# Oberonia lycopodioides
Oberonia lycopodioides är en orkidéart som först beskrevs av J.König, och fick sitt nu gällande namn av Paul Ormerod. Oberonia lycopodioides ingår i släktet Oberonia och familjen orkidéer. Inga underarter finns listade i Catalogue of Life.